# Welliton
Welliton Soares de Morais, meglio noto solo come Welliton (Conceição do Araguaia, 22 ottobre 1986), è un ex calciatore brasiliano, di ruolo attaccante.

## Carriera
Dopo essere stato nelle giovanili del Goiás, è arrivato in prima squadra nel 2006. Nel dicembre dello stesso anno è stato ceduto in prestito all'Ituano per poi tornare al Goiás la stagione successiva.
Nel luglio del 2007 è stato acquistato dallo Spartak Mosca, con cui ha realizzato la prima rete nel campionato russo il 25 agosto 2007 contro il Rubin (3-1 per il Rubin il risultato finale). Con lo Spartak Mosca ha esordito in Champions League il 15 agosto 2007 contro il Celtic nell'andata del terzo turno di qualificazione (1-1) e, dopo l'eliminazione da parte degli scozzesi in Coppa UEFA il 20 settembre 2007 contro gli svedesi dell'Häcken, partita nella quale ha siglato il terzo e il quarto gol del 5-0 finale.
Il 15 agosto 2010 ha segnato una tripletta in Lokomotiv Mosca-Spartak Mosca.
Sarà infine capocannoniere della Prem'er-Liga 2010 con 19 gol, contro i 14 gol di Oleksandr Alijev del Lokomotiv Mosca.
L'8 febbraio 2013 viene ceduto in prestito al Grêmio.
Il 28 agosto 2013 viene ceduto in prestito al San Paolo.
Il 21 agosto 2014 viene acquistato per 1 milione di euro dal Mersin İdman Yurdu, con cui firma un contratto biennale.

## Palmarès

### Club
- Campionato Goiano: 1

Goiás: 2006

### Individuale
- Capocannoniere del campionato russo: 2

2009 (21 gol), 2010 (19 gol)